# Zdzisław Maciejek
Zdzisław Lucjan Maciejek – polski lekarz, neurolog, prof. dr hab. (tytuł profesora nadany w 1998 r.), promotor prac doktorskich, recenzent prac doktorskich i habilitacyjnych, związany zawodowo z 10 Wojskowym Szpitalem Klinicznym z Polikliniką SP ZOZ w Bydgoszczy.